# مغامرات جوجو العجيبة
مغامرات جوجو العجيبة (باليابانية:  ジョジョの奇妙な冒険) هي سلسلة مانغا يابانية، من كتابة ورسم هيروهيكو أراكي. نشرت السلسلة بالأصل في مجلة شونين جمب من سنة 1986 حتى 2004، بعدها في سنة 2005 نقلت إلى مجلة سينين شهرية تدعى ألترا جمب.مانغا مغامرات جوجو العجيبة تعتبر في الوقت الحالي ثاني أكبر سلسلة مانغا في شويشا بمجموع مجلدات يصل إلى 118 مجلد
ست حلقات أوفا نشرت مُقتبِسة الجزء الثالث من المانغا من إستديو A.P.P.P. نشرت في سنة 1993 إلى 1994، وتبعها اقتباس من نفس الإستديو للجزء الأول والثاني للمانغا في سنة 2000 حتى 2002، كذلك الإستديو المنتج أنتج فلم سينمائي يحكي قصة الجزء الأول في عام 2007.وفي سنة 2012، أعلن عن أنمي تلفزي من إنتاج ديفيد برودكشن بدأ عرضه على شاشات قناة طوكيو إم إكس مقتبس الجزء الأول والثاني من المانغا. تبعه في وقت لاحق أنمي تلفزي آخر من نفس الإستديو مقتبس الجزء الثالث للمانغا وعرض في سنتي 2014 و2015. وفي سنة 2016 بدأ عرض أنمي تلفيزيوني مقتبس من الجزء الرابع.
مانغا مغامرات جوجو العجيبة باعت فوق 80 مليون طبعة في اليابان فقط، وتعتبر اعتمادا على هذه المبيعات أحد أفضل سلاسل المانغا مبيعا في التاريخ.

## القصة
الجزء الأول يتحدث عن صراع بين جونثان جوستار وديو براندو حول من يرث مال والدهما [والد ديو بالتبني] جورج جوستار حيث انه كان غني وبعدها بفترة استطاع ديو ان يسيطر على قناع غامض يحوله إلى مصاص دماء واراد به السيطرة على العالم ويحاول جونثان منعه
الجزء الثاني جوزيف جوستار هو حفيد جونثان جوستار وتدور احداثه في صراع بين جوزيف والقناع الحجري ومصاصي الدماء المحنطين
الجزء الثالث يتحدث عن رجوع ديو مرة أخرى ويحاول السيطرة على العالم وذلك باستخدام جسد جونثان ويحاول جوتارو وجده جوزيف ايقافه ولكي يستطيع جوتارو انقاذ والدته
الجزء الرابع يذهب جوتارو إلى قريبه جوسكي ويحاول معه ايقاف سلسلة من جرائم الاختفاء في بلدة جوسكي
الجزء الخامس يتحدث عن جورونو جوفانا الابن المزيج بين طموح ونبل جونثان وجشاعة ديو حيث انه ابن ديو بعد ان أخذ جسد جونثان ويحاول جورونو ان يصبح زعيم المافيا في بلده ويمنع تجارة المخدرات.
الجزء السادس يتحدث عن جولين كوجو وهي ابنة جوتارو كوجو وتم اتهامها وسجنها في السجن ظلماً مغامراتها في السجن.
الجزء السابع يتحدث عن جوني جوستار ورحلته ومغامراته مع جيرو زيبيلي في سباق "ستييل بول رن."
الجزء الثامن يتحدث عن جوسكي من نفس عالم الجزء السابع وحياته ومعرفة من هو واسترجاع ذكرياته مع ياسوهو هيروشي.

## وصلات خارجية
- مغامرات جوجو العجيبة على موقع ANN manga (الإنجليزية)